# Malique Williams
Malique Williams (geb. 13. August 1988 in den Vereinigten Staaten) ist ein ehemaliger antiguanischer Schwimmer.
Er ist spezialisiert auf den Sprint-Wettbewerb Freistil. Williams trat bei den Olympischen Sommerspielen 2004 in Athen an. Er erhielt vom Schwimmverband FINA einen Universality place mit der der Zeit von 34,04 s. Mit seiner persönlichen Bestzeit von 32,86 s wurde er in seinem Vorlauf siebter, allerdings kam er damit nur auf Platz 82.